# Veselina (radio)
Veselina (bulgară Веселина) este post de radio bulgar cu sediul în Plovdiv. Stația a fost fondată pe 15 decembrie 1992 de către Veselina Kanaleva .
Postul difuzează muzică cealga. Radio Veselina este unul dintre primele posturi de radio private din Bulgaria.

## Frecvențele de difuzare
Frecvențe FM:
- Blagoevgrad - 89,4 M Hz
- Burgas - 94,8 MHz
- Haskovo - 91,4 MHz
- Iambol - 91,2 MHz
- Kiustendil - 90,20 MHz
- Kărdjali - 107,5 MHz
- Plevna - 91,20 MHz
- Plovdiv - 106,5 MHz
- Ruse - 105,8 MHz
- Smolean - 94,3 MHz
- Sofia - 99,1 MHz
- Stara Zagora - 95,8 MHz
- Varna - 106,3 MHz
- Vidin - 103,2 MHz
- Veliko Tarnovo - 88,1 MHz
- Vrața - 91,8 MHz